# ريك باكستر
ريك باكستر (بالإنجليزية: Rick Baxter)‏ هو سياسي أمريكي، ولد في 18 يوليو 1979 في جاكسون في الولايات المتحدة. انتخب عضو مجلس نواب ميشيغان ‏.